# Nival Interactive
Nival Interactive ist ein Softwareentwickler mit Sitz in Moskau, Russland.
Die Gründung stand schon in den frühen 1990er Jahren fest, als man Videospiele entwickelte und somit Nival Interactive einer der ersten Spieleentwickler des Landes war. Im Jahre 2005 übernahm der kleine amerikanische Spieleentwickler Ener1 Group den größten russischen Spieleentwickler Nival - 2009 wurde dieser wieder zurückgekauft, woraufhin sein Hauptsitz wieder in Russland (Moskau) ist.
Nival interactive richtet sich speziell für Konsolen- und Handygames aus, aber auch PC-Spiele wurden entwickelt.
Das Unternehmen wurde besonders bekannt durch seinen großen Erfolg des Spiels Blitzkrieg.

## Videospiele
- Rage of Mages 1 und 2
- Evil Islands
- Etherlords 1 und 2
- Blitzkrieg-Reihe
- Silent Storm
- Hammer und Sichel
- Night Watch
- Hard Truck: Apocalypse
- Heroes of Might and Magic V (Serie)